# Silberkopfmöwe

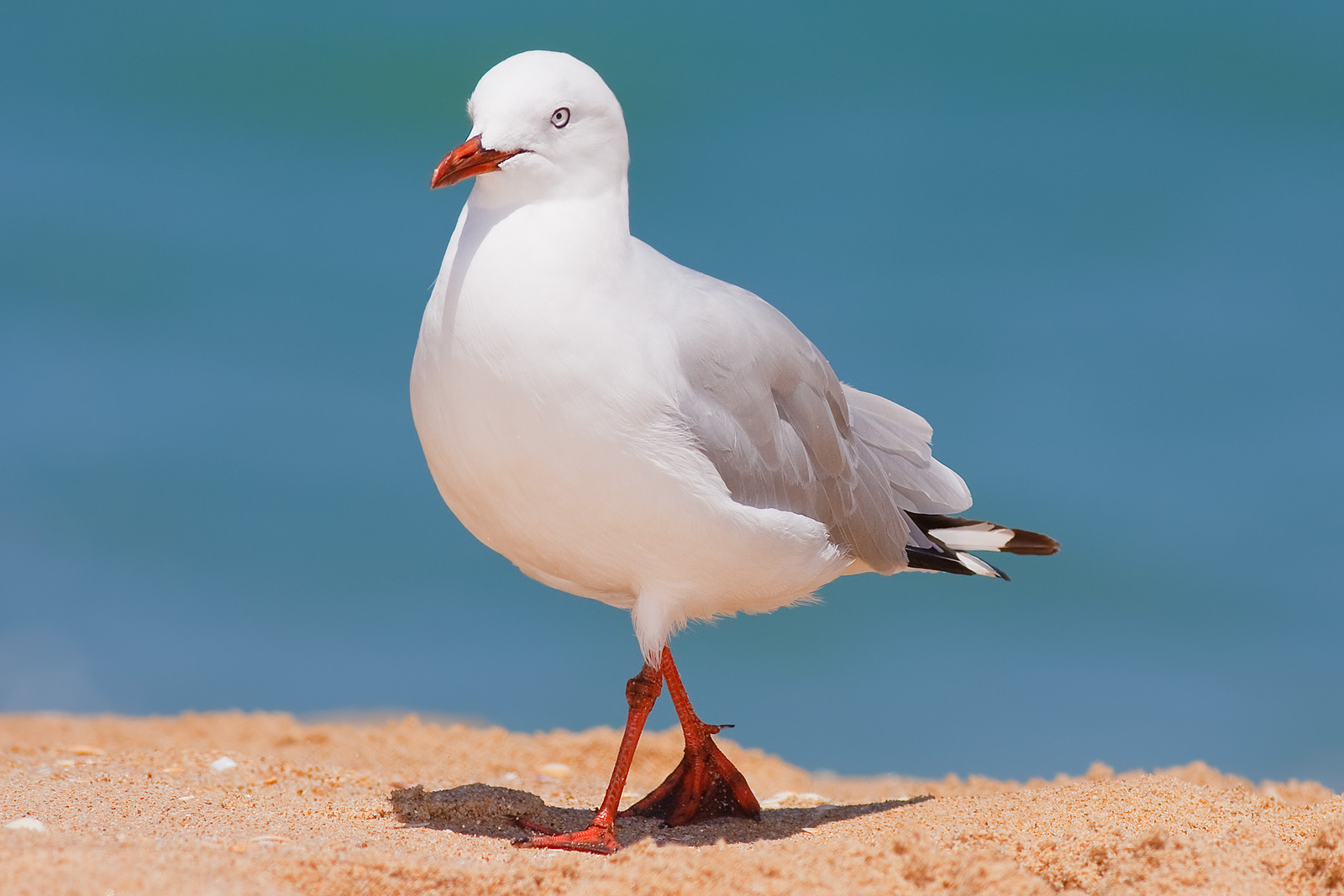
Adulte Silberkopfmöwe

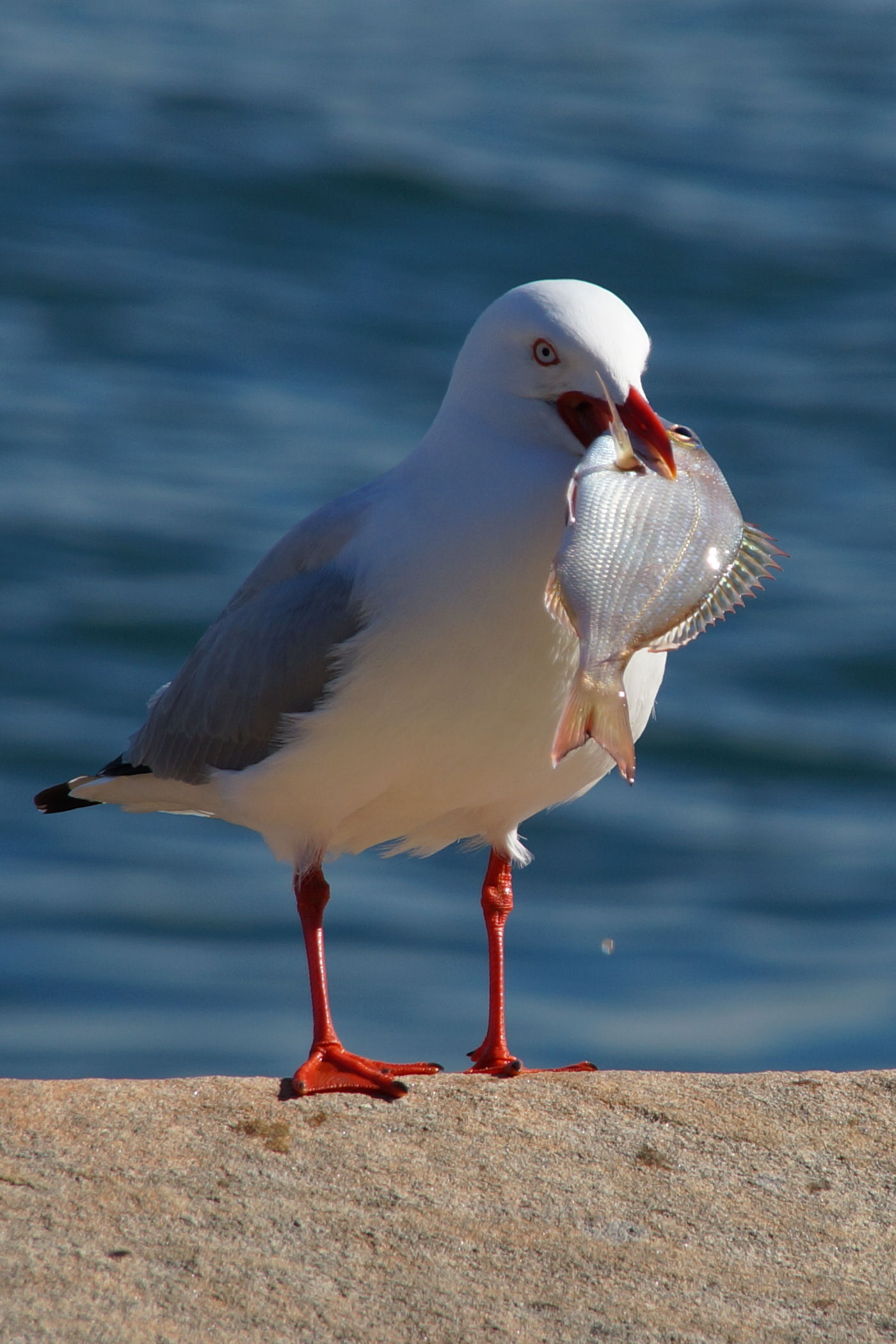
Silberkopfmöwe mit Beutefisch, Royal Botanic Gardens, Sydney, Australia

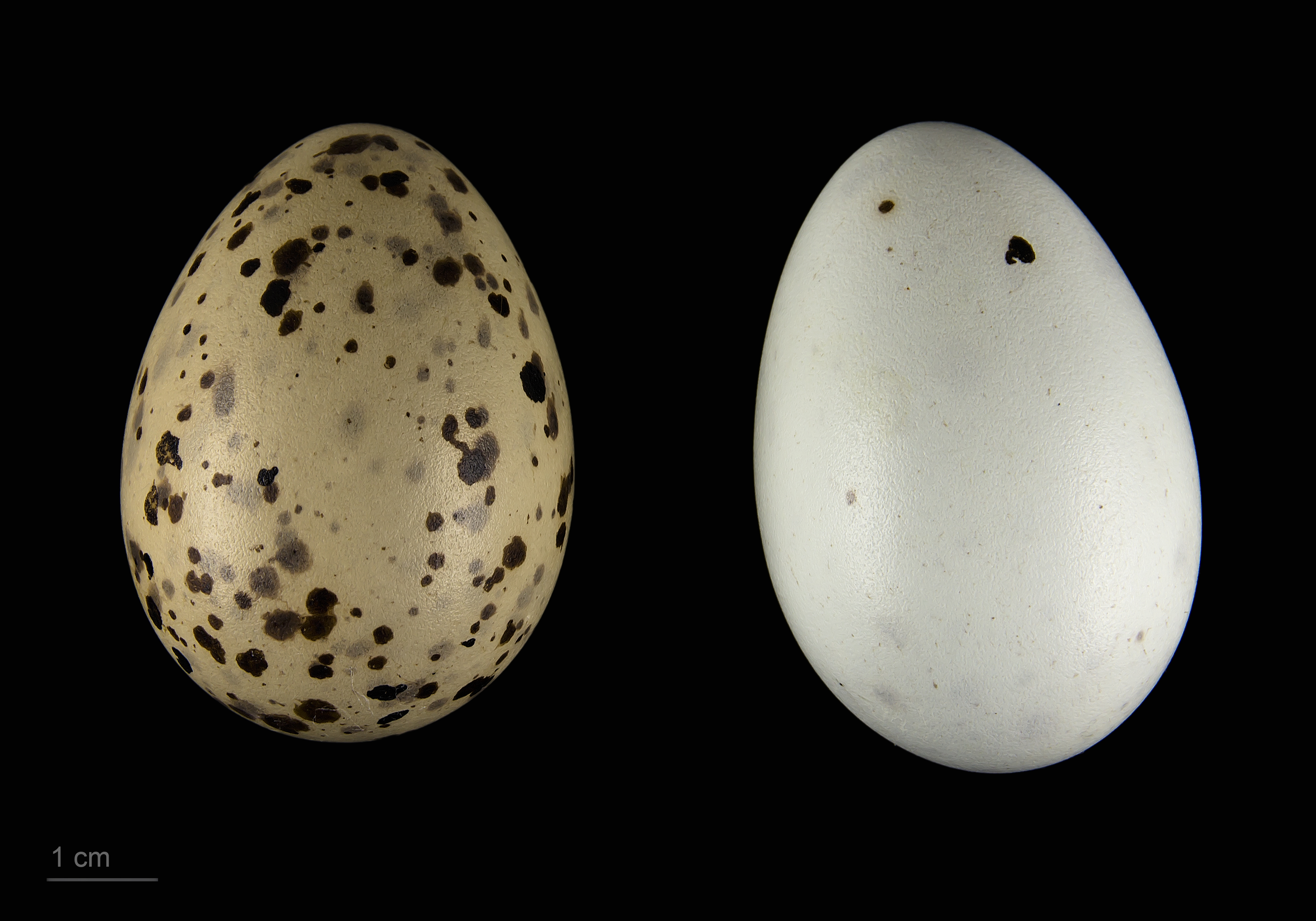
Chroicocephalus novaehollandiae

Die Silberkopfmöwe (Chroicocephalus novaehollandiae, Syn.: Larus novaehollandiae) ist eine mittelgroße, weiß und grau gezeichnete, australische Möwenart. Sie weist große Ähnlichkeit mit der etwas kleineren neuseeländischen Rotschnabelmöwe auf, von der sie sich auch etwas in der Schnabelform unterscheidet. Das Verbreitungsgebiet der beiden Arten überlappt sich jedoch lediglich in der Region von Tasmanien.
Es werden zwei Unterarten für die Silberkopfmöwe unterschieden. Die etwas größere Unterart Chroicocephalus novaehollandiae fosteri brütet im Norden Australiens, auf Neukaledonien und den Loyaltyinseln.

## Erscheinungsbild
Silberkopfmöwen erreichen eine Körperlänge zwischen 36 und 44 Zentimeter. Die Flügel sind zwischen 26,8 und 31,9 Zentimeter lang. Die Flügelspannweite beträgt 91 bis 96 Zentimeter. Sie wiegen zwischen 265 und 315 Gramm. Die Männchen sind tendenziell etwas größer und schwerer als die Weibchen, allerdings überlappen sich die Körpermaße der beiden Geschlechter.
Adulte Silberkopfmöwen haben einen weißen Kopf, einen weißen Schwanz und eine weiße Körperunterseite. Der Mantel und die Flügeldecken sind blass grau. Die Schwingen sind schwarz mit großen weißen Flecken. Der Schnabel und die Füße sind leuchtend rot. Die Augen sind gelblich-weiß mit einem schmalen roten Augenring. Nicht brütende Vögel sind gewöhnlich etwas matter gefärbt und haben einen dunkleren Augenring. Sie weisen außerhalb der Fortpflanzungszeit außerdem auf dem Schnabel einen dunklen Fleck auf, der individuell sehr variabel geformt ist. 
Jungvögel weisen auf den Flügeln eine schuppenförmige, bräunliche Zeichnung auf. Sie sind ansonsten den adulten Vögeln sehr ähnlich. Der Schnabel und die Augen sind gewöhnlich schwarz bis dunkelbraun und die Füße sind bei ihnen noch gelblich braun.

## Verbreitung und Bestand
Silberkopfmöwen brüten an den Küsten, den Inseln und den großen Seen Australiens, Tasmaniens und Neukaledoniens. Sie sind lediglich Kurzstreckenzieher.
Der Bestand an Silberkopfmöwen scheint generell zuzunehmen. Anfang der 1990er Jahre brüteten in Australien etwa 500.000 Paare in 200 Brutkolonien.

## Lebensweise
Die Silberkopfmöwe ist ein Koloniebrüter. Nur sehr selten werden einzeln brütende Paare beobachtet. Sie ist häufig mit dem Partnervogel aus dem vorigen Jahr verpaart und nutzt auch denselben Brutplatz wie im Jahr zuvor. Die Nester werden gewöhnlich auf dem Boden errichtet, können sich gelegentlich aber auch in Sträuchern befinden, wo sie bis zu 2,5 Meter über dem Erdboden gebaut werden. Die Art ist in der Lage, das ganze Jahr über Nachwuchs großzuziehen. Gewöhnlich fällt die Fortpflanzungszeit im Westen Australiens jedoch in die Monate März bis November. 
Das Gelege besteht aus einem bis fünf Eiern, die für eine Dauer von 21 bis 27 Tagen bebrütet werden. Die Jungvögel verbleiben vier Wochen in der Brutkolonie. Sie werden dann für weitere zwei Wochen außerhalb der Brutkolonie von den Elternvögeln gefüttert. Sie sind gewöhnlich in einem Alter von drei bis vier Jahren geschlechtsreif.

## Belege

### Einzelbelege
1. ↑   Shirihia, S. 227
2. ↑   Shirihai, S. 226
3. ↑   Shirihai, S. 227